# Koho zvolil vrah
Koho zvolil vrah (ve druhém českém vydání Která stála za vraždu?, v originále Killer’s Choice) je román amerického spisovatele Eda McBaina z roku 1957. Kniha je rozdělena do sedmnácti kapitol, autor ji věnoval Dodii a Tedovi. Pochází ze série o fiktivním detektivním okrsku – známém jako 87. revír – ve vymyšleném městě Isola. Poprvé se zde objeví detektiv Cotton Hawes.

## Postavy
- Steve Carella – hlavní vyšetřující detektiv tohoto případu
- Cotton Hawes – spoluvyšetřující detektiv
- Annie Boonová – oběť
- Theodor Boone – její manžel, fotograf
- Monika Boonová – jejich dcera
- Franklin Phelps – zaměstnavatel Annie Boonové
- Marna Phelpsová – jeho manželka
- Frank Abelson – jeden z přátel Annie Boonové
- Patricia Colwathyová – přítelkyně Annie Boonové
- Charles Fetterick – podezřelý z krádeže
- Meyer Meyer – detektiv
- Bert Kling – detektiv
- Roger Havilland – detektiv, který je zavražděn

## Povaha zločinu
Vražda.

## Děj románu
Detektivka se odehrává v červnu roku 1957. Jsou zde opět dva případy spojené dohromady, na jednom pracuje Meyer Meyer a Bert Kling, na druhém Carella s nováčkem Cottonem Hawesem (který přichází z poměrně klidného revíru a nemá s vyšetřováním vražd zkušenosti). V obchodu s alkoholem je zastřelena prodavačka, rusovlasá Annie Boonová. Detektivové zjišťují podrobnosti o jejím životě, zjistí, že byla rozvedená a že žila s pětiletou dcerou Monikou u své matky. Titul románu odkazuje na to, že různým svědkům se jevila téměř jako jiná osoba a popisovali její vlastnosti až protichůdně.
Vedle toho je zde další případ - jeden večer se přimotá detektiv Havilland k vykradení malého krámku, je lupičem prohozen výkladní skříní, zasáhnou ho střepy a umírá. Vyšetřovatelé pomocí barvy auta, které bylo nedávno přelakováno, zjistí, že lupičem a vrahem je zřejmě Charles Fetterick. Když ho jdou Carrela a Hawes zatknout, Hawesovi se dopustí zásadní chyby (přede dveřmi bytu oznámí, že jde policie) a oba jsou Fetterickem málem zastřeleni. Ten jim uteče a není k nalezení. Hawes ho ale nakonec vypátrá a opět ho s Carellou jde zatknout. Tentokrát je Fetterick vidí z okna, je opět připraven a drží pistolí detektivy v šachu – Hawes ho ale odvážně přemůže.
V prvním případu mají všichni podezřelí nezpochybnitelné alibi. Vrah se však prozradí sám svou aktivitou: zavolá holčičce Monice a vyptává se po jakémsi ztraceném dopisu v modré obálce, později vnikne do bytu a snaží se onen dopis najít. To přitáhne pozornost policistů, kteří po důkladném hledání v reklamní brožuře objeví dopis, ve kterém je Annie vyhrožováno smrtí. Srovnáním rukopisu odhalí, že vraždila paní Phelpsová, manželka majitele obchodu s alkoholem, který jí byl s Annie nevěrný. Před vraždou byla na večírku z Miami, během noci se letecky dopravil do Isoly a zpět, a měla proto důvěryhodné alibi od svědků, kteří ji k ránu na večírku opět spatřili.